# Mistrzostwa świata w hokeju na lodzie kobiet
Mistrzostwa świata w hokeju na lodzie kobiet – międzynarodowy turniej hokeja na lodzie, organizowany przez IIHF dla kobiecych reprezentacji wszystkich krajowych federacji na świecie, począwszy od 1990 r. Do 2018 r. w latach zimowych igrzysk olimpijskich nie odbywały się turnieje mistrzostw świata elity. Zmagania zdominowały reprezentacje z Ameryki Północnej, które do 2019 r. uczestniczyły we wszystkich meczach finałowych, a najbardziej utytułowana jest Kanada.

## Medalistki
| Rok i miejsce turnieju elity | Złoty medal                                                                                                  | Srebrny medal                                                                                                | Brązowy medal                                                                                                | |
| 1990 Ottawa                  | Kanada | Stany Zjednoczone                                                                                            | Finlandia | |
| 1992 Tampere                 | Kanada | Stany Zjednoczone                                                                                            | Finlandia | |
| 1994 Lake Placid             | Kanada | Stany Zjednoczone                                                                                            | Finlandia | |
| 1997 Kitchener               | Kanada | Stany Zjednoczone                                                                                            | Finlandia | |
| 1998                         | MŚ nie odbyły się w związku z przeprowadzeniem turnieju na Zimowych Igrzyskach Olimpijskich w Nagano         | MŚ nie odbyły się w związku z przeprowadzeniem turnieju na Zimowych Igrzyskach Olimpijskich w Nagano         | MŚ nie odbyły się w związku z przeprowadzeniem turnieju na Zimowych Igrzyskach Olimpijskich w Nagano         | MŚ nie odbyły się w związku z przeprowadzeniem turnieju na Zimowych Igrzyskach Olimpijskich w Nagano         |
| 1999 Espoo/Vantaa            | Kanada | Stany Zjednoczone                                                                                            | Finlandia | |
| 2000 Mississauga             | Kanada | Stany Zjednoczone                                                                                            | Finlandia | |
| 2001 Minneapolis             | Kanada | Stany Zjednoczone                                                                                            | Rosja | |
| 2002                         | MŚ nie odbyły się w związku z przeprowadzeniem turnieju na Zimowych Igrzyskach Olimpijskich w Salt Lake City | MŚ nie odbyły się w związku z przeprowadzeniem turnieju na Zimowych Igrzyskach Olimpijskich w Salt Lake City | MŚ nie odbyły się w związku z przeprowadzeniem turnieju na Zimowych Igrzyskach Olimpijskich w Salt Lake City | MŚ nie odbyły się w związku z przeprowadzeniem turnieju na Zimowych Igrzyskach Olimpijskich w Salt Lake City |
| 2003 Pekin                   | MŚ odwołano z powodu epidemii SARS w Chinach                                                                 | MŚ odwołano z powodu epidemii SARS w Chinach                                                                 | MŚ odwołano z powodu epidemii SARS w Chinach                                                                 | |
| 2004 Halifax/Dartmouth       | Kanada | Stany Zjednoczone                                                                                            | Finlandia | |
| 2005 Linköping/Norrköping    | Stany Zjednoczone                                                                                            | Kanada | Szwecja | |
| 2006                         | MŚ nie odbyły się w związku z przeprowadzeniem turnieju na Zimowych Igrzyskach Olimpijskich w Turynie        | MŚ nie odbyły się w związku z przeprowadzeniem turnieju na Zimowych Igrzyskach Olimpijskich w Turynie        | MŚ nie odbyły się w związku z przeprowadzeniem turnieju na Zimowych Igrzyskach Olimpijskich w Turynie        | MŚ nie odbyły się w związku z przeprowadzeniem turnieju na Zimowych Igrzyskach Olimpijskich w Turynie        |
| 2007 Winnipeg/Selkirk        | Kanada | Stany Zjednoczone                                                                                            | Szwecja | |
| 2008 Harbin                  | Stany Zjednoczone                                                                                            | Kanada | Finlandia | |
| 2009 Hämeenlinna             | Stany Zjednoczone                                                                                            | Kanada | Finlandia | |
| 2010                         | MŚ nie odbyły się w związku z przeprowadzeniem turnieju na Zimowych Igrzyskach Olimpijskich w Vancouver      | MŚ nie odbyły się w związku z przeprowadzeniem turnieju na Zimowych Igrzyskach Olimpijskich w Vancouver      | MŚ nie odbyły się w związku z przeprowadzeniem turnieju na Zimowych Igrzyskach Olimpijskich w Vancouver      | MŚ nie odbyły się w związku z przeprowadzeniem turnieju na Zimowych Igrzyskach Olimpijskich w Vancouver      |
| 2011 Zurych/Winterthur       | Stany Zjednoczone                                                                                            | Kanada | Finlandia | |
| 2012 Burlington              | Kanada | Stany Zjednoczone                                                                                            | Szwajcaria                                                                                                   | |
| 2013 Ottawa                  | Stany Zjednoczone                                                                                            | Kanada | Rosja | |
| 2014                         | MŚ nie odbyły się w związku z przeprowadzeniem turnieju na Zimowych Igrzyskach Olimpijskich w Soczi          | MŚ nie odbyły się w związku z przeprowadzeniem turnieju na Zimowych Igrzyskach Olimpijskich w Soczi          | MŚ nie odbyły się w związku z przeprowadzeniem turnieju na Zimowych Igrzyskach Olimpijskich w Soczi          | MŚ nie odbyły się w związku z przeprowadzeniem turnieju na Zimowych Igrzyskach Olimpijskich w Soczi          |
| 2015 Malmö                   | Stany Zjednoczone                                                                                            | Kanada | Finlandia | |
| 2016 Kamloops                | Stany Zjednoczone                                                                                            | Kanada | Rosja | |
| 2017 Plymouth                | Stany Zjednoczone                                                                                            | Kanada | Finlandia | |
| 2018                         | MŚ nie odbyły się w związku z przeprowadzeniem turnieju na Zimowych Igrzyskach Olimpijskich w Pjongczangu    | MŚ nie odbyły się w związku z przeprowadzeniem turnieju na Zimowych Igrzyskach Olimpijskich w Pjongczangu    | MŚ nie odbyły się w związku z przeprowadzeniem turnieju na Zimowych Igrzyskach Olimpijskich w Pjongczangu    | MŚ nie odbyły się w związku z przeprowadzeniem turnieju na Zimowych Igrzyskach Olimpijskich w Pjongczangu    |
| 2019 Espoo                   | Stany Zjednoczone                                                                                            | Finlandia | Kanada | |
| 2020 Halifax/Truro           | MŚ odwołano z powodu pandemii COVID-19 na świecie                                                            | MŚ odwołano z powodu pandemii COVID-19 na świecie                                                            | MŚ odwołano z powodu pandemii COVID-19 na świecie                                                            | |
| 2021 Calgary                 | Kanada | Stany Zjednoczone                                                                                            | Finlandia | |
| 2022 Herning/Frederikshavn   | Kanada | Stany Zjednoczone                                                                                            | Czechy | |
| 2023 Brampton                | Stany Zjednoczone                                                                                            | Kanada | Czechy | |
| 2024 Utica                   | Kanada | Stany Zjednoczone                                                                                            | Finlandia | |
| 2025 Czeskie Budziejowice    | Stany Zjednoczone                                                                                            | Kanada | Finlandia | |
| 2026                         | | | | |

## Tabela medalowa
| Lp. | Reprezentacja     |    |    |    | Razem |
| --- | ----------------- | -- | -- | -- | ----- |
| 1.  | Kanada            | 13 | 10 | 1  | 24    |
| 2.  | Stany Zjednoczone | 11 | 13 | 0  | 24    |
| 3.  | Finlandia         | 0  | 1  | 15 | 16    |
| 4.  | Rosja             | 0  | 0  | 3  | 3     |
| 5.  | Szwecja           | 0  | 0  | 2  | 2     |
| =   | Czechy            | 0  | 0  | 2  | 2     |
| 7.  | Szwajcaria        | 0  | 0  | 1  | 1     |

## Mistrzostwa świata w Polsce
Dotychczas mistrzostwa świata elity nigdy nie odbyły się w Polsce. Jednak 3-krotnie Polacy organizowali mistrzostwa świata niższych dywizji (pierwszej lub drugiej), a jeden raz przyznawano im prawo organizacji MŚ Dywizji IB, lecz turniej ten odwoływano z powodu pandemii COVID-19:
- 2017 – MŚ Dywizji IB w Katowicach
- 2020 – MŚ Dywizji IB w Katowicach (odwołane z powodu pandemii COVID-19)
- 2022 – MŚ Dywizji IB w Katowicach
- 2025 – MŚ Dywizji IIA w Bytomiu